# 福島青年師範学校
| 福島青年師範学校 （福島青師） | 福島青年師範学校 （福島青師） |
| ----------------------------- | ----------------------------- |
| 創立                          | 1944年                        |
| 所在地                        | 福島市                        |
| 初代校長                      | 佐々木幸                      |
| 廃止                          | 1951年                        |
| 後身校                        | 福島大学                      |
| 同窓会                        | 同窓吾峰会                    |

福島青年師範学校 （ふくしませいねんしはんがっこう） は、1944年 （昭和19年） に設立された青年師範学校である。

## 概要
- 1920年 （大正9年） 設立[1]の福島県立実業補習学校教員養成所を起源とする。
- 1944年、福島県立青年学校教員養成所 （1935年設立） の国への移管により福島青年師範学校となった。
- 第二次世界大戦後の学制改革で新制福島大学学芸学部 （現・人間発達文化学類） の前身の一つとなった。
- 同窓会は 「福島大学人間発達文化学類・教育学部同窓吾峰会」 と称し、旧制 （福島青師・福島師範）・新制 （福島大学学芸学部・教育学部・人間発達文化学類） 合同の会である。

## 沿革
- 1913年3月14日： 福島県立農学校 （西白河郡白河町） に農業教員養成科を附設 （1年制）。
- 1920年10月： 福島県立実業補習学校教員養成所として独立。
- 1922年4月： 福島県立岩瀬農学校 （岩瀬郡須賀川町） に移転。
- 1925年4月： 信夫郡清水村森合 （現・福島市森合小松原） に移転、信夫農民学校を附設。
  - 現・福島県立福島工業高等学校校地。信夫農民学校は1933年廃止。
- 1933年4月： 福島市腰浜 （現・浜田町） の福島県師範学校に移転。2年制に延長。
  - 以後、所長は師範学校校長が兼任。
- 1935年4月： 福島県立青年学校教員養成所と改称。
- 1938年6月： 臨時養成科を附設 （1年制）。
- 1943年4月： 福島市入江町66番地の独立校舎に移転 （現・福島市音楽堂付近[2]）。
- 1944年4月1日： 官立移管され、福島青年師範学校となる。
  - 男子部のみ （本科3年制）。
- 1947年4月： 女子部を設置。
- 1949年5月31日： 新制福島大学発足。
  - 福島師範学校と共に学芸学部の母体として包括された。
- 1951年3月： 福島大学福島青年師範学校 （旧制）、廃止。

## 歴代校長
福島県立青年学校教員養成所（前身校を含む）
福島師範学校に附設の間は、同校校長が所長を兼任
- 所長： 佐々木幸 （1943年4月? - 1944年3月）

官立福島青年師範学校
- 校長： 佐々木幸 （1944年4月 - 1946年3月）
- 校長： 服部喜作 （1946年5月 - 1949年7月）
  - 前・函館水産専門学校教授
- 校長： 栗村虎雄 （1949年7月 - 1951年3月）
  - 新制福島大学学芸学部 初代学部長

## 校地の変遷と継承

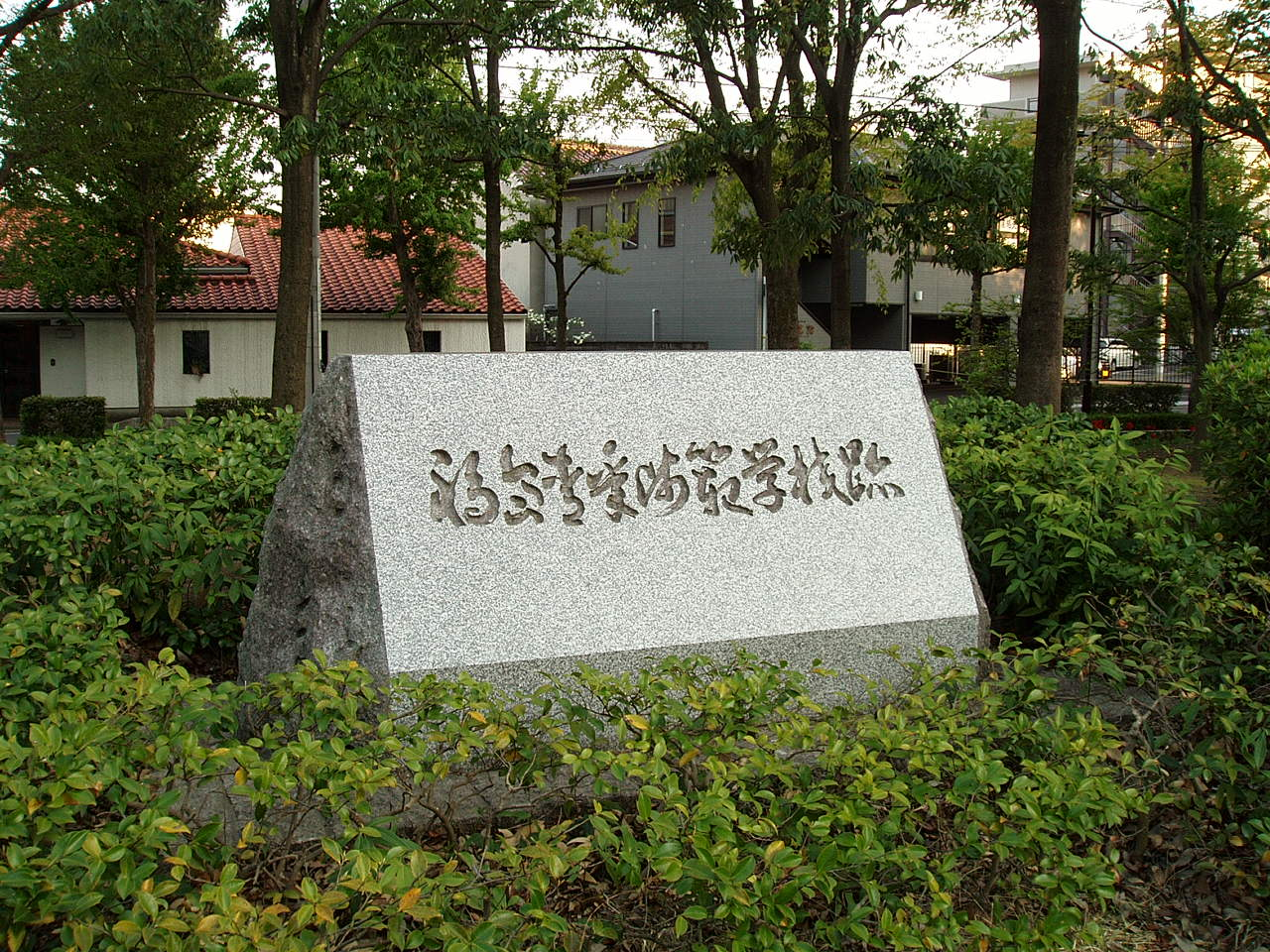
福島青年師範学校跡の碑

福島市入江町66番地 （現・入江町1-1） の校地を廃止まで使用した。1947年、女子部の開設で生徒数が増加したため、市内森合の県立女子医専旧校舎 （現・福島県立福島工業高等学校校地） を借用したが （森合校舎）、1948年3月に元の入江町に復帰した （その間も、入江町校地は寮などとして使用されていた）。
1949年、後身の福島大学学芸学部発足時には学芸学部分教場 （1952年、職業科と改称） が設置されたが、1954年には学芸学部本校 （浜田町） に統合され、入江町校地には如月寮が設置された （1980年、金谷川に移転）。現在、入江町校地跡には福島市音楽堂・古関裕而記念館が設置されている。

## 関連書籍
- 福島大学教育学部百年史編纂委員会（編）　『福島大学教育学部百年史』　福島大学教育学部同窓会吾峰会、1974年。
- 福島大学50年史刊行会（編）　『福島大学50年史』　八朔社、1999年9月。